# ده علی احمد لکزایی
ده علی احمد لکزایی، روستایی از توابع بخش قرقری شهرستان هیرمند  در استان سیستان و بلوچستان ایران است.

## جمعیت
این روستا در دهستان قرقری قرار دارد و براساس سرشماری مرکز آمار ایران در سال ۱۳۸۵، جمعیت آن ۳۳ نفر (۶خانوار) بوده‌است.